# سوقومه آرشاکونی
سوقومه آرشاکونی یا سالومه اوجارما (ارمنی: Սալոմե؛ ۲۹۷ – ۳۶۱) شاهدخت اهل ارمنستان بزرگ از دودمان آرشاکونی بود. وی دختر شاه تیرداد سوم ارمنستان و ملکه آشخن بود.
او دو پسر به نام‌های سورماگ دوم و تردات (یا تیرداد) از ازدواج با چسروئییدان ایبری داشت. او در تبدیل ایبری به مذهب مسیحی نقش داشت و همراه با سنت نینو، زنی که ایبری‌ها را به ایمان مسیحی تبدیل کرد، به این کار مشغول بود. سالومه و سنت نینو به عنوان همکاران نزدیک و یاران او در انتشار ایمان مسیحی نقش داشتند. پس از تبدیل کل خانواده پادشاهی ایبری به مسیحیت توسط سنت نینو، سالومه یک صلیب در اوجارما نصب کرد.